# Bruce Paltrow
Bruce Weigert Paltrow (Brooklyn, Nova York, 26 de novembro de 1943 - 3 de outubro de 2002) foi um diretor de cinema e televisão norte-americano.

## Biografia
Filho de Dorothy (née Weigert) e Arnold Paltrow, estudou na Universidade de Tulane em Nova Orleans, Louisiana. No final dos anos 60, ele começou a dirigir produções teatrais de Nova York, onde conheceu a atriz Blythe Danner, com quem se casou em 14 de dezembro de 1969.
Ele foi o produtor da série de televisão The Shadow White, St. Elsewhere e Homicide: Life on the Street. Sua última produção foi o filme Duets, estrelado por sua filha, Gwyneth Paltrow. Ele tem outro filho Jake Paltrow
Paltrow morreu no dia 3 de outubro de 2002, enquanto estava de férias em Roma, Itália, para celebrar o 30º aniversário de sua filha. Ele tinha 58 anos de idade. Paltrow sofria de câncer oral durante vários anos, e sua morte foi devido a complicações de câncer e pneumonia. Em 2007, sua viúva, em cooperação com a Fundação Câncer Bucal, criou um fundo em seu nome para resolver os problemas do câncer bucal em os EUA A fundação trabalha principalmente nas áreas da sensibilização, a detecção precoce, o paciente funções de apoio e pesquisa.
Paltrow foi um descendente de rabino David Segal HaLevi de Cracóvia através da família rabínica russa Paltrowitch, que produziu 33 rabinos ao longo de várias gerações.
No final dos créditos do filme "Prenda-me se for capaz" de Steven Spielperg, seu nome aparece como dedicatória, acredita-se que seria amigo de Spielperg pois sua filha Gwyneth estreou no cinema com o filme "A Volta do Capitão Gancho" do mesmo.